# Lions Bergamo 2019
Questa voce raccoglie le informazioni riguardanti i Lions Bergamo nelle competizioni ufficiali della stagione 2019.

## Roster
| Roster dei Lions Bergamo (2019) |
| --- |
| Quarterback - 8 Andrea Fimiani Running Back - 21 Nikolas Vigorito - 27 Marco Mangili Wide Receiver - 10 Alex Germany - 14 Riccardo Brambilla - 28 Davide Pellegrinelli - 80 Matteo Bonzanni - 81 Alessandro Breviario - 84 Alessandro Mazzola Tight End - 82 Marcello Moronesi Offensive Linemen - 50 Antonio Ponzo - 54 Mattia Alberti - 55 Enrico Perini - 58 Vito Carminati - 69 Sabino Dicorato - 71 Cristian Prandelli Defensive Linemen - 39 Dennis Rossini - 48 Giulio Quadri - 52 Gionata Rigamonti - 61 Stive Dzudie Tongue - 70 Cristian Iacona - 73 Nicolas Cortinovis - 75 Luis Amparo Aceve - 90 Oscar Zanchi Linebacker - 7 Luca Aldrighetti - 33 Jonathan Algeri - 43 Alessandro Appollonio - 46 Federico Furghieri Defensive Back - 1 DeJvion Edwards-Steward - 4 Matteo Furghieri - 18 Matteo Russo - 20 Davide Bonzanni - 24 Leo Locatelli - 29 Tommaso Aldeghi - 36 Fabio Vandin - 37 Jacopo Zanga Special Team Coaching staff Adam Rita (HC/OC) · Aristide Marossi (DC) · Ron Smeltzer (Off. Ass.) · Marco Nessi (Off. Ass.) · Gregg Minnehan (Def. Ass.) · Sergio Coretti (Def. Ass.) · Alessandro Smaniotto (Off. Ass.) |

## Campionato I Divisione 2019

### Stagione regolare
| Arbitri: | Zampedri A. Maghini G. Sanfelice A. Ferrarini A. Pagani R. Rettani M. Bernardi |

| |           |  |
| Bonaparte 11':47" Q1 (TD) 99yd kickoff return di Tunisi Q1 (pat) A. Fiammenghi 5':14" Q1 (TD) 100yd pass from Zahradka di Tunisi Q1 (pat) Mitchell 1':19" Q1 (TD) 53yd pass from Zahradka di Tunisi Q1 (pat) I. Lamamra 10':52" Q2 (TD) 77yd pass from Zahradka di Tunisi Q2 (pat) Bonaparte 3':32" Q2 (TD) 3yd run di Tunisi Q2 (pat) Team 2':42" Q3 (saf) 1yd rush for loss | Marcatori |  |

| Arbitri: | Sala N. J. Fani Tomaz A. Ferrarini A. Sartini R. Rettani R. Buran |

| |           | |
| W. Testa 6':21" Q1 (FG) 41yd Germany 4':41" Q1 (TD) 1yd run W. Testa Q1 (pat) Germany 10':39" Q3 (TD) 13yd pass from Fimiani W. Testa Q3 (pat) M. Bonzanni 9':05" Q4 (TD) 15yd pass from Fimiani W. Testa Q4 (pat) | Marcatori | P. Giacomelli 3':00" Q1 (TD) 34yd run della Vecchia Q1 (pat) J. Cox 9':39" Q2 (TD) 24yd pass from D. Gahafer della Vecchia Q2 (pat) Simone 3':49" Q3 (TD) 19yd pass from D. Gahafer della Vecchia Q3 (pat) P. Giacomelli 1':03" Q4 (TD) 1yd run della Vecchia Q4 (pat) |

| Arbitri: | A. Maghini Gaias G. Rizzello A. Sartini M. Bernardi A. Pagani |

| |           | |
| M. Bonzanni 1':35" Q1 (TD) 65yd pass from Fimiani W. Testa Q1 (pat) Germany 0':09" Q2 (TD) 1yd run W. Testa Q2 (pat) Fimiani 7':44" Q3 (TD) 4yd run W. Testa Q3 (pat) C. Iacona 6':32" Q3 (saf) Germany 3':24" Q4 (TD) 3yd run W. Testa Q4 (pat) | Marcatori | A. Ghio 5':47" Q2 (TD) 5yd run J. Caprioglio Q2 (pat) J. Salsa 1':33" Q2 (TD) 24yd pass from M. Wright jr. J. Caprioglio Q2 (pat) M. Wacoubo 8':44" Q4 (TD) 40yd pass from M. Wright jr. J. Caprioglio Q4 (pat) |

| Ciampino 7 aprile 2019, ore 16:30 | Ducks Lazio | 34 – 21 (14-0 14-7 6-7 0-7) referto | Lions Bergamo | C.S. Arnaldo Fuso (200 spett.) |
| T. Johnson 8':51" Q1 ( TD ) 11yd run P. Meconi Q1 ( pat ) T. Johnson 4':07" Q1 ( TD ) 11yd run P. Meconi Q1 ( pat ) T. Pozzebon 9':29" Q2 ( TD ) 41yd pass from T. Johnson P. Meconi Q2 ( pat ) T. Johnson 2':28" Q2 ( TD ) 9yd run P. Meconi Q2 ( pat ) N. Bussoletti 0':00" Q3 ( TD ) 15yd run Marcatori C. Iacona 5':07" Q2 ( TD ) 2yd pass from Fimiani W. Testa Q2 ( pat ) Germany 8':19" Q3 ( TD ) 14yd run W. Testa Q3 ( pat ) Germany 4':27" Q4 ( TD ) 2yd run W. Testa Q4 ( pat ) |             | |               |                                |
| |             | |               |                                |
| T. Johnson 8':51" Q1 (TD) 11yd run P. Meconi Q1 (pat) T. Johnson 4':07" Q1 (TD) 11yd run P. Meconi Q1 (pat) T. Pozzebon 9':29" Q2 (TD) 41yd pass from T. Johnson P. Meconi Q2 (pat) T. Johnson 2':28" Q2 (TD) 9yd run P. Meconi Q2 (pat) N. Bussoletti 0':00" Q3 (TD) 15yd run | Marcatori   | C. Iacona 5':07" Q2 (TD) 2yd pass from Fimiani W. Testa Q2 (pat) Germany 8':19" Q3 (TD) 14yd run W. Testa Q3 (pat) Germany 4':27" Q4 (TD) 2yd run W. Testa Q4 (pat) |               |                                |

| Arbitri: | Zampedri R. Buran G. Sanfelice F. Antonelli A. Sartini V. Vitelli R. Rettani |

| |           |                                                                 |
| S. Alinovi 8':15" Q2 (TD) 18yd pass from D. Rossi M. Felli Q2 (pat) S. Alinovi 11':40" Q3 (TD) 5yd pass from D. Rossi M. Felli Q3 (pat) Team 8':21" Q3 (saf) M. Pooda 6':15" Q3 (TD) 66yd run M. Felli Q3 (pat) S. Alinovi 4':16" Q3 (TD) 51yd punt return M. Felli Q3 (pat) Polidori 3':49" Q3 (TD) 2yd pass from D. Rossi M. Felli Q3 (pat) M. Felli 1':57" Q4 (FG) 34yd | Marcatori | Germani 8':44" Q4 (TD) 22yd pass from Fimiani W. Testa Q4 (pat) |

| Arbitri: | G. Rizzello Sala Tomaz A. Menotti S. d'Amato R. Buran A. Sartini |

| |           | |
| Fimiani 3':15" Q1 (TD) 37yd run W. Testa Q1 (pat) Germany 7':15" Q2 (TD) 6yd run W. Testa Q2 (pat) W. Testa 0':04" Q2 (FG) 38yd | Marcatori | C. Brancaccio 8':01" Q1 (TD) 14yd run Albertson 4':00" Q1 (TD) 22yd pass from Hughes III A. Nocera 2':08" Q2 (TD) 9yd pass from Hughes III Albertson Q2 (tpc) rush Albertson 1':51" Q2 (TD) 53yd pass from Hughes III C. Brancaccio 1':20" Q4 (FG) 21yd C. Brancaccio 0':47" Q4 (TD) 46yd run Albertson Q4 (tpc) pass from Hughes III |

| Arbitri: | E. Smith Sala Tomaz Zampedri Colombo M. Bernardi A. Pagani |

| |           | |
| Fimiani 3':44" Q1 (TD) 3yd run W. Testa Q1 (pat) Germany 1':17" Q1 (TD) 61yd pass from Fimiani W. Testa Q1 (pat) M. Bonzanni 8':00" Q3 (TD) 15yd pass from Fimiani W. Testa Q3 (pat) Fimiani 11':28" Q4 (TD) 1yd run W. Testa Q4 (pat) | Marcatori | J. Flanders 3':26" Q1 (TD) 1yd run M. Zanetti Q1 (pat) J. Flanders 2':39" Q2 (TD) 1yd run M. Zanetti Q2 (pat) J. Flanders 10':26" Q3 (TD) 56yd run M. Zanetti Q3 (pat) M. Zanetti 5':03" Q3 (FG) 22yd M. Zanetti 2':20" Q3 (TD) 29yd pass from Scaglia M. Zanetti Q3 (pat) G. Sassoli 11':16" Q4 (TD) 80yd kickoff return |

| Arbitri: | G. Sabbatinelli R. Buran P. Moglia A. Conti L. Ferracuti N. Pizzorno S. Mari... |

| |           | |
| Nacita 9':50" Q1 (TD) 8yd run F. Camorani Q1 (pat) Carboni 6':16" Q1 (TD) 18yd pass from Nacita Bonanno Q1 (tpc) pass from Nacita 11':37" Q2 (TD) 2yd run F. Camorani Q2 (pat) Nacita 2':25" Q2 (TD) 2yd run F. Camorani Q2 (pat) Nacita 2':20" Q3 (TD) 58yd run Nacita 4':10" Q4 (TD) 69yd run | Marcatori | Germany 3':15" Q1 (TD) 14yd run W. Testa Q1 (pat) W. Testa 4':16" Q2 (FG) 37yd Fimiani 1':41" Q4 (TD) 13yd run W. Testa Q4 (pat) |

## Statistiche di squadra
| Competizione | %Vittorie | In casa | In casa | In casa | In casa | In casa | In casa | In trasferta | In trasferta | In trasferta | In trasferta | In trasferta | In trasferta | Totale | Totale | Totale | Totale | Totale | Totale |
| Competizione | %Vittorie | G       | V       | N       | P       | Pf      | Ps      | G            | V            | N            | P            | Pf           | Ps           | G      | V      | N      | P      | Pf     | Ps     |
| ------------ | --------- | ------- | ------- | ------- | ------- | ------- | ------- | ------------ | ------------ | ------------ | ------------ | ------------ | ------------ | ------ | ------ | ------ | ------ | ------ | ------ |
| Campionato   | .125      | 4       | 1       | 0       | 3       | 99      | 123     | 4            | 0            | 0            | 4            | 45           | 152          | 8      | 1      | 0      | 7      | 144    | 275    |
| Totale       | .125      | 4       | 1       | 0       | 5       | 99      | 123     | 4            | 0            | 0            | 4            | 45           | 152          | 8      | 1      | 0      | 7      | 144    | 275    |

## Statistiche personali

### Marcatori
| Giocatore   | Ruolo | TD rush | TD recv | TD int | TD p.ret | TD k.ret | TD oth | Xp1 | Xp2 | FG | Saf | Totale |
| ----------- | ----- | ------- | ------- | ------ | -------- | -------- | ------ | --- | --- | -- | --- | ------ |
| Germany     | WR    | 7       | 3       | 0      | 0        | 0        | 0      | 0   | 0   | 0  | 0   | 60     |
| Fimiani     | QB    | 5       | 0       | 0      | 0        | 0        | 0      | 0   | 0   | 0  | 0   | 30     |
| W. Testa    | K     | 0       | 0       | 0      | 0        | 0        | 0      | 19  | 0   | 3  | 0   | 28     |
| M. Bonzanni | WR    | 0       | 3       | 0      | 0        | 0        | 0      | 0   | 0   | 0  | 0   | 18     |
| Iacona      | DL    | 0       | 1       | 0      | 0        | 0        | 0      | 0   | 0   | 0  | 1   | 8      |

### Passer rating
| Giocatore | G | Att | Comp | Int | Yds  | TD | NFL    | NCAA   |
| --------- | - | --- | ---- | --- | ---- | -- | ------ | ------ |
| Fimiani   | 8 | 188 | 93   | 9   | 1285 | 7  | 64,25  | 109,60 |
| Germany   | 8 | 1   | 1    | 0   | 17   | 0  | 118,75 | 242,80 |
| W. Testa  | 8 | 1   | 1    | 0   | -5   | 0  | 79,17  | 58,00  |